# Valentinian I.

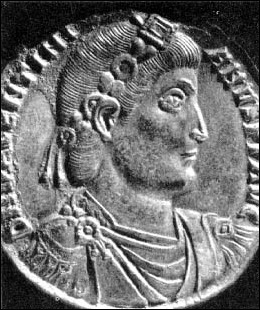
Bildnis Valentinians I. mit Perlendiadem auf einer Münze des Kaisers

Valentinian I. (Flavius Valentinianus; * 321 in Cibalae [heute Vinkovci], Pannonien; † 17. November 375 in Brigetio bei Komárom im heutigen Ungarn) war von 364 bis 375 römischer Kaiser im Westen des Imperiums. Als sein Hauptverdienst gilt die weitgehende Sicherung der Rhein- und Donaugrenze (Donau-Iller-Rhein-Limes). Mindestens ebenso folgenreich war seine Entscheidung, die Herrschaft im Reich zwischen zwei Kaisern mit jeweils eigenem Hof und Verwaltungsapparat aufzuteilen, eine Maßnahme, die die so genannte Reichsteilung von 395 vorwegnahm.

## Aufstieg
Valentinians Vater Gratian hatte eine erfolgreiche Karriere in der Armee gemacht und war bis zum comes aufgestiegen. Valentinian selbst trat früh in die römische Armee ein, wurde um 360 Tribun der scutarii und begleitete Kaiser Julian nach Antiochia in Syrien. Er behielt seinen Posten, obwohl er sich unter dem heidnischen Herrscher weiterhin offen zum Christentum bekannte. Julian fiel 363 während eines Feldzugs gegen das Sassanidenreich, und nach dem überraschenden Tod seines Nachfolgers Jovian wurde Valentinian von den Truppen zum Kaiser ausgerufen (26. Februar 364). Er verstieß seine erste Frau Marina Severa, die Mutter seines ältesten Sohnes Gratian, und heiratete Justina, welche ihm einen zweiten Sohn schenkte, Valentinian II.

## Herrschaft

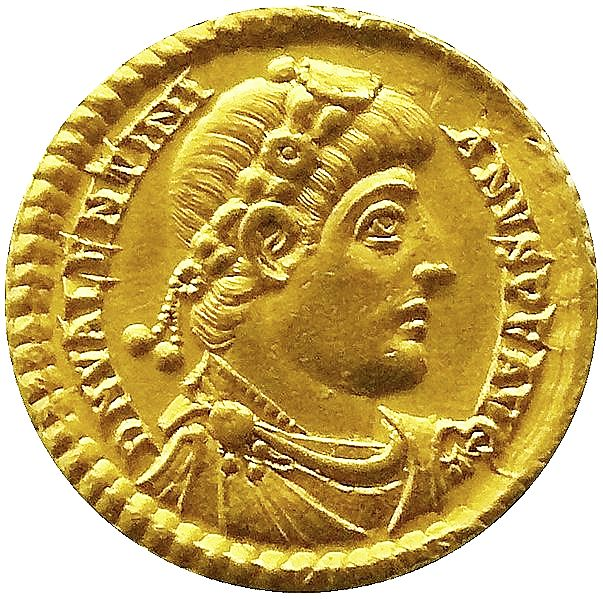
Solidus Valentinians I.

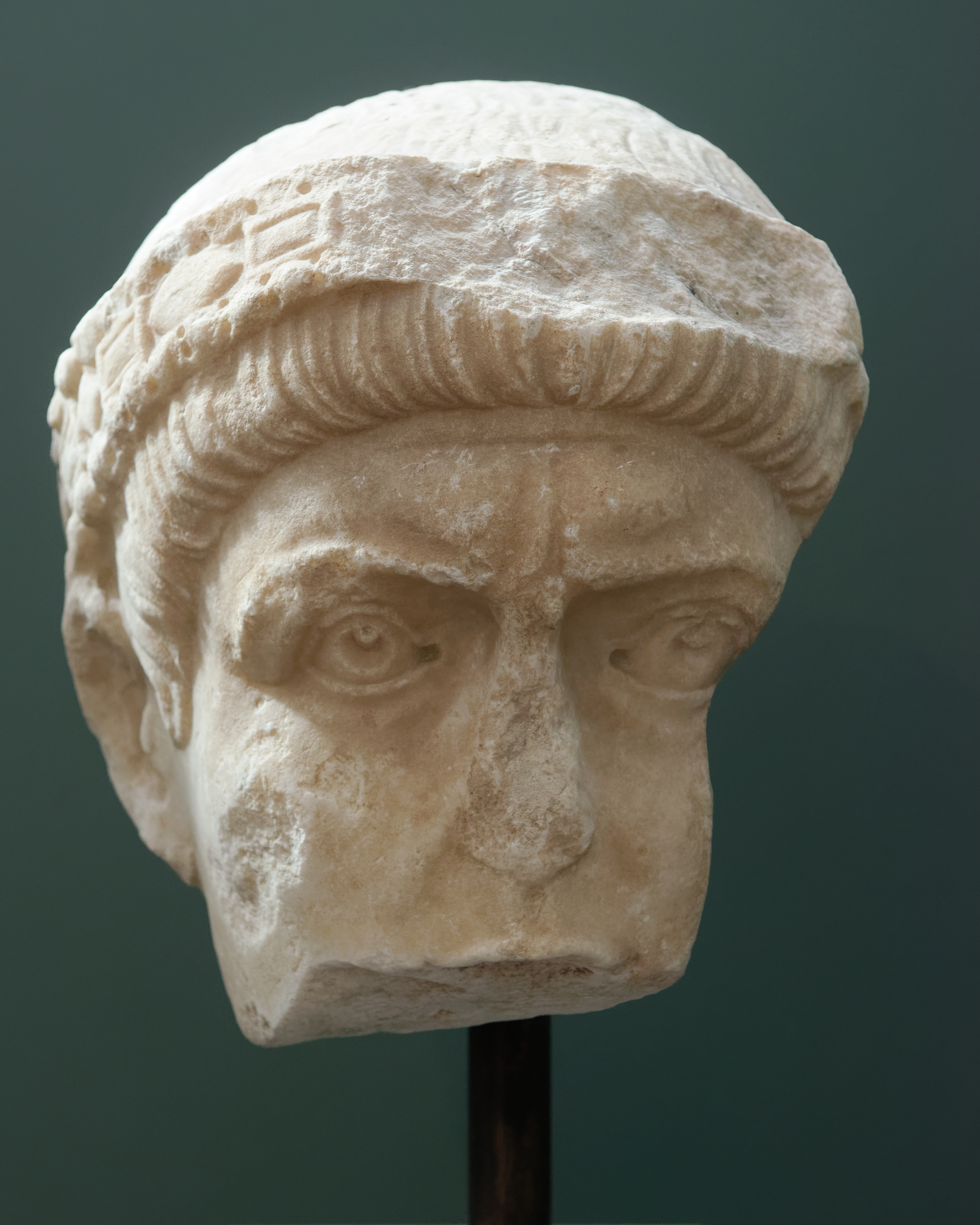
Büste eines römischen Kaisers, vermutlich Valentinians I. oder seines Bruders Valens, in der Ny Carlsberg Glyptotek

Valentinian residierte zunächst in Mailand, dann in Paris und später vor allem in Trier. Vier Wochen nach seinem Regierungsantritt ernannte er in Naissus auf Drängen des Heeres einen Mitkaiser (Augustus), nämlich seinen Bruder Valens, dem er den Ostteil des Imperiums übergab, allerdings ohne das Illyricum und Griechenland. Das letzte Wort behielt sich Valentinian als senior Augustus ohnehin vor; dennoch gilt dieses Arrangement rückblickend als eine wichtige Vorstufe für die sogenannte Reichsteilung von 395. Valens, der seinen Bruder danach nie wieder traf, wurde vor allem mit der Abwehr der persischen Sassaniden beauftragt, mit denen Jovian zwar 363 einen Frieden geschlossen hatte, mit denen aber vor allem in Armenien nach wie vor große Spannungen bestanden.
Die Usurpation des Procopius, eines entfernten Verwandten Julians, konnte wenig später niedergeschlagen werden. Obwohl Valentinian Christ war, kehrte er nicht zur aggressiven Christianisierungspolitik zurück, die vor allem Julians Vorgänger Constantius II. betrieben hatte, sondern gestattete faktisch eine weitgehende Religionsfreiheit. Eine Ausnahme bestand insoweit, als er das Edikt gegen die Manichäer aus den Zeiten Diokletians in abgeschwächter Form wieder aufleben ließ, indem er 372 dekretierte, dass die Manichäer als Unehrenhafte zu vertreiben waren. Überliefert ist das Reskript im Codex Theodosianus.

### Kampf gegen die Germanen
Die inneren Wirren und Bürgerkriege, die das Römische Reich seit etwa 350 durchlebt hatte, hatten zu einer massiven Vernachlässigung der Grenzverteidigung geführt. Dies war von plündernden Kriegergruppen ausgenutzt worden. 365 eilte Valentinian daher nach Gallien, um die dort eingedrungenen Alamannen und Burgunden zu vertreiben. Valentinians gesamte Regierungszeit sollte von Abwehrkämpfen gegen die germanischen Krieger an Rhein und Donau geprägt sein. Alamannen wurden bei Charpeigne und Châlons-sur-Marne besiegt, eroberten jedoch 367 Mogontiacum. Kurz darauf siegte Valentinian in der Schlacht bei Solicinium (möglicherweise bei Sulz am Neckar), allerdings nur unter schweren Verlusten. Auch über die Franken errang Valentinian 366 einen Sieg.
Der Kaiser kombinierte eine traditionelle offensive Strategie, bei der römische Truppen aggressiv in feindliches Gebiet vordrangen und es verwüsteten, mit defensiven Maßnahmen. Er verstärkte die Grenzfestungen an Rhein und Donau (siehe Donau-Iller-Rhein-Limes) und im Balkanraum, was nachhaltige Wirkung haben sollte, wenngleich an eine wirkliche Verteidigung der langen Grenzen aus logistischen Gründen nicht zu denken war. Die Grenzverteidigungsstrategie Valentinians war ansonsten aber, wie gesagt, auf eine „Vorwärtsstrategie“ und auf Abschreckung ausgerichtet: Möglichst sollten die Feinde im eigenen Gebiet geschlagen werden, bevor sie das Imperium erreichen konnten, und die römischen Truppen sollten soviel Furcht verbreiten, dass Plünderer abgeschreckt wurden. Hinsichtlich der Zurückdrängung der alamannischen Krieger, die nur unter Aufbietung aller Kräfte möglich war, kam dem Kaiser zugute, dass diese über keine zentrale Führung verfügten und oft sogar dem Kaiser ihre Dienste als Foederaten anboten. Insgesamt gelang Valentinian eine Stabilisierung der Rheingrenze, die bis zum Rheinübergang von 406 anhielt, als sich die Lage im Nordwesten zu Ungunsten Roms wendete.

### Kämpfe in Britannien undAfrica
367 ernannte der zeitweilig schwer erkrankte Valentinian seinen ältesten Sohn Gratian zum Mitkaiser im Westen. Der Kaiser stützte sich jedoch nicht nur auf Familienmitglieder wie Valens und Gratian: Valentinians bester General war ein Hispanier mit Namen Flavius Theodosius, der Vater des späteren Kaisers Theodosius I. Ihm gelang es, die Überfälle der Pikten und Skoten in Britannien zu unterbinden und wieder Ruhe auf der Insel herzustellen; zudem reorganisierte er die örtliche Zivil- und Militärverwaltung. Bald darauf ging Flavius Theodosius auch erfolgreich gegen die Alamannen vor. Von Bedeutung war daneben der germanische Heermeister Flavius Merobaudes, der später maßgeblich an der Ausrufung von Valentinians Sohn Valentinian II. zum Kaiser beteiligt war.
Als schließlich 372 in Africa eine Rebellion unter Führung des Firmus ausbrach, schlug Flavius Theodosius auch diese nieder. Der Aufstand war jedoch sicherlich ein Warnsignal für Valentinian, denn auch römische Truppen hatten sich den Aufständischen angeschlossen. Die Provinz hatte seit längerer Zeit mit Überfällen von Stämmen wie den Austorianern zu kämpfen; Valentinian hatte nicht die Mittel oder die Zeit gehabt, sich vorher um diese ökonomisch sehr wichtige Provinz zu kümmern, da seine ganze Aufmerksamkeit der Rheingrenze galt.

## Tod und Nachfolge
Valentinian besetzte Gebiete der verbündeten Quaden und Sarmaten und trieb dort den Ausbau von Militärbasen – insbesondere der Großfestung Göd-Bócsaújtelep – voran, was durch die Mitschuld seines Oberbefehlshabers in der Provinz Valeria, dem Dux Marcellianus, letztendlich zum Krieg von 374 führte. Ab Juni 374 griff Valentinian persönlich in die Kämpfe der über die Donau nach Pannonien vorstoßenden Quaden und Sarmaten ein. Zwar konnten die Römer einen großen Sieg erringen, doch der Limes Sarmatiae, dessen Erbauung schon die Vorgänger Valentinians vorangetrieben hatten, wurde aufgegeben. Damit kam es auch zum vorzeitigen Ende des Bauvorhabens in Göd-Bócsaújtelep. Valentinian hatte sein Hauptquartier im Legionslager Brigetio (heute Komárom-Szőny) aufgeschlagen, wo er während der Friedensverhandlungen mit den Quaden starb. Todesursache war vermutlich ein Schlaganfall, der von einem heftigen Wutausbruch des Kaisers ausgelöst wurde. Man sagte, dass das unverschämte Verhalten germanischer Unterhändler den Schlaganfall ausgelöst habe; diese hätten behauptet, der Bau des kaiserlichen Außenpostens auf ihrer Uferseite sei Grund genug für sie gewesen, die Römer anzugreifen. Über diese Aussage soll der Kaiser derart in Zorn geraten sein, dass er kollabierte. Beweisbar ist diese Vermutung jedoch nicht und als Todesursache kommt auch eine Infektionskrankheit in Frage. Valentinian starb am 17. November 375 nach mehrstündigem Todeskampf. Sein Leichnam wurde nach Konstantinopel gebracht und dort beigesetzt.
Die von Valentinian begründete Dynastie sollte im Westen bis zum Tod seines Sohnes Valentinian II. im Jahre 392, im Osten bis zum Tode seines Bruders Valens in der Schlacht von Adrianopel 378 andauern. Im weiteren Sinne bestand die Herrschaft seiner Nachkommen sogar bis 455 fort: Kaiser Theodosius I., der Sohn des Flavius Theodosius, heiratete in zweiter Ehe Valentinians Tochter Galla und begründete damit die letzte Dynastie im Westen des Imperiums, die mitunter auch als valentinianisch-theodosianische Dynastie bezeichnet wird. Denn aus der Ehe zwischen Theodosius und Galla ging die Tochter Galla Placidia hervor, welche die Halbschwester der Kaiser Arcadius und Honorius (395 bis 423), Gattin des Kaisers Constantius III. und Mutter des Kaisers Valentinian III. (425 bis 455), eines Urenkels Valentinians I., war. Der kurzzeitige Kaiser Olybrius (472) war mit einer Tochter Valentinians III. verheiratet, und der Vandalenkönig Hilderich (523 bis 530) war ein Ur-Ur-Urenkel Valentinians I.

## Bewertung

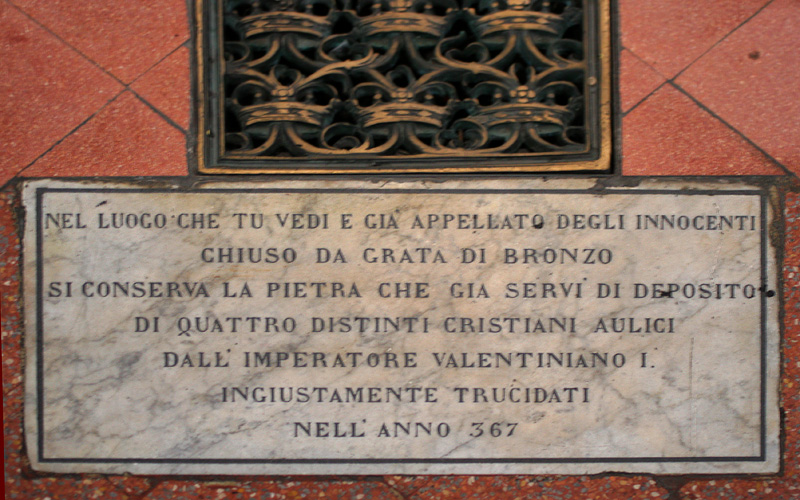
Gedenkstein an der Basilica di Santo Stefano Maggiore in Mailand in Erinnerung an vier Höflinge, die auf Befehl Valentinians I. im Jahr 367 hingerichtet wurden; sie werden in Mailand als Märtyrer verehrt.

In den Quellen (vor allem Ammianus Marcellinus und Zosimos) wurde Valentinians Kompetenz als hoch eingeschätzt; dem folgt die moderne Forschung in weiten Teilen. Besonders im militärischen Bereich erreichte Valentinian Beachtliches, vor allem angesichts der Lage des Imperiums nach der Regierungszeit Julians und Jovians, die von der Katastrophe des gescheiterten Perserkriegs überschattet gewesen war. Valentinian stabilisierte die Rheingrenze und errang mehrere Siege über die Germanen.
Valentinians Charakter soll oft harte Züge offenbart haben, zumal er eine eher geringe Bildung genossen hatte; dennoch soll er sich durchaus für Kultur interessiert haben (siehe auch Ausonius). Innenpolitisch hatte er zum Senat von Rom, in dem die Anhänger der traditionellen Kulte noch die Mehrheit stellten und die von den 369 bis 371 durchgeführten „Magieprozessen“ stark betroffen waren, ein eher schlechtes Verhältnis. Er mischte sich aber grundsätzlich kaum in religiöse Fragen ein und scheint, wie erwähnt, tolerant gegenüber dem Heidentum gewesen zu sein.